# Филене, Вильгельм
Вильгельм Филене (нем. Wilhelm Filehne; 12 февраля 1844, Позен — 29 апреля 1927, Бенсхайм) — немецкий фармаколог, педагог, профессор, доктор наук (1866).

## Биография
Сын еврейского торговца. Изучал медицину в университетах Гейдельберга и Берлина, где среди его преподавателей были Эмиль Дюбуа-Реймон и Фридрих Теодор фон Фрерикс. В 1866 году получил докторскую степень, затем работал ассистентом у Рудольфа Вирхова в Берлине. 
Участник франко-прусской войны, после окончания войны вернулся в Берлин помощником Людвига Траубе. В 1874 году переехал в Эрлангенский университет, где работал в медицинской поликлинике помощником у Вильгельма Оливье Лойбе. В 1876 г. стал адъюнкт-профессором.
С 1886 года занял в университете Бреслау кафедру фармакологии, был директором фармакологического института.
Специализировался на исследованиях жаропонижающих средств. Содействовал расцвету фармакологии.
Помимо работы в области фармакологии, внёс вклад в исследования оптических иллюзий, известен своими экспериментами с явлением, известным как Иллюзия Цёлльнера. Так называемая «иллюзия Филене» представляет собой иллюзорное движение неподвижного фона, когда по неподвижному фону совершаются плавные следящие движения глаз.
Его перу принадлежит ряд специальных исследований; его «Lehrbuch» (в 1901 г. — 10-е изд.) пользуется широкой известностью в Германии.
Член Парижской медицинской академии и Парижского терапевтического общества.

## Избранные труды
- Ueber die einwirkung des morphins auf die athmung, 1879
- Ueber das Antipyrin, ein neues Antipyreticum, 1884
- Lehrbuch der Arzneimittellehre und Arzneiverordnungslehre, 1887
- Ueber das Pyramidon, ein Antipyrinderivat, 1896